# Останкинска телевизионна кула
Вижте пояснителната страница за други значения на Останкино.
Останкинската телевизионна кула (на руски: Останкинская телебашня), също Кулата в Останкино или само Останкино, е кула за разпространение на телевизионни и радио-сигнали, разположена в Москва, квартал Останкино.
Висока е 540 м, с което е четвърта по височина постройка в света след Бурж Халифа (828 м.) в Дубай, Токио Скайтрий (634 м.) в Токио и СиЕн Тауър (553 м.) в Торонто.
Главен конструктор на кулата е Николай Никитин. Инженери: М. А. Шкуд и Б. А. Злобин. Архитекти: Д. Бурдин, М. А. Шкуд и Л. И. Шчипакин. Строителството на кулата е започнало през 1963 и е приключило през 1967 година, като по онова време кулата е била най-високата постройка в света. Използването на предварително напрегнат стоманобетон, стегнат със стоманени въжета, е позволило конструкцията на кулата да остане проста и здрава.
След пожара през 2000 г. има планове за реконструкция на кулата.

## Конструкция
- Височина – 540 м (първоначалната височина на кулата е 533 м, но после е достроен флагщок)[1].
- Височина на бетонната част – 385 м.
- Надморска височина на основата – 160 м.
- Дълбочината на фундамента – не превишава 4,6 м.
- Маса на кулата заедно с фундамента – 51 400 т.
- Основата с вид на конус се опира на 10 опори; среден диаметър между краката-опори – 60 м.
- Общ обем на помещенията – 70 000 м³.
- Полезна площ на помещенията в кулата – 15 000 м².
- Максимално теоретично отклонение на върха на кулата при максимални разчетни скорости на вятъра – 12 м.
- Главната наблюдателна площадка е разположена на височина 337 м.
- Кулата има 5 товарни и 4 пътнически асансьора.

## Ресторант
Ресторант „Седмото небе“ („Седьмое небо“) е разположен на височина 328 – 334 м и заема 3 етажа. Помещенията на ресторанта се въртят около собствената си ос със скорост от 1 до 3 оборота в час.